# Konstanty Zamoyski (ordynat zamojski)
Konstanty Zamoyski (ur. 9 kwietnia 1799 w Wiedniu, zm. 9 stycznia 1866 w Londynie) – hrabia, XIII ordynat zamojski, najstarszy syn Stanisława Kostki i Zofii z Czartoryskich. 19 kwietnia 1827 w Warszawie poślubił Anielę Sapieżankę córkę Franciszka Sapiehy, ojciec Jana (ur. 1828 i zmarłego w tym samym roku), Marii, Pelagii, Tomasza Franciszka, Karola Ignacego i Józefa.
Członek Komisji Umorzenia Długu Krajowego Królestwa Kongresowego w 1834 roku.